# Chalepus bacchus
Chalepus bacchus es un coleóptero de la familia Chrysomelidae.
Fue descrita científicamente en 1841 por Edward Newman.